# Grandes Aventuras Juveniles
Grandes Aventuras Juveniles, van ser una sèrie de quaderns de còmic editats per l'Editorial Bruguera, la publicació es va iniciar el 1971 i fins al 1975. En aquests còmics s'hi recopilaven les sèries, Astroman, El Sheriff King, Supernova i El Corsario de Hierro entre d'altres. Totes elles publicades a algunes revistes de Bruguera com, DDT, Mortadelo, Tío Vivo o Pulgarcito.

## Trajectòria editorial
Grandes Aventuras Juveniles, eren quaderns de còmic editats per l'editorial Bruguera als anys setanta, el seu contingut era una recopilació de les sèries editades a les revistes de còmic de l'editorial amb la fórmula del continuarà. Amb un format de trenta-dues pàgines més cobertes incloïa una aventura sencera de personatges com, El Corsario de Hierro del que sé ni editaren vint-i-un numeros, El Sheriff King, amb trenta-sis números, Dani Futuro, dos numeros, Roldán sin Miedo, tres numeros, Aventura en el Fondo del Mar, tres números i Supernova, tres números. En total se n'editaren un total de setanta i dos números l'últim es va posar a la venda el juny del 1975.